# Beatrix II. (Quedlinburg)
Beatrix II. von Winzenburg († 2. April 1160) war ab 1123 Äbtissin von Heerse und zusätzlich ab 1138 die achte Äbtissin des Stiftes St. Servatius in Quedlinburg (dort die zweite mit Namen Beatrix).

## Leben
Beatrix war angeblich eine Tochter des Grafen Hermann von Winzenburg und seiner zweiten Gemahlin Hedwig. Sie wird um das Jahr 1123 als Äbtissin des kaiserlichen Damenstifts in Heerse bei Paderborn genannt. Im Jahr 1138 wurde sie zur Äbtissin des Damenstifts in Quedlinburg geweiht und war in den Jahren 1139 bis 1147 an der Gründung des Zisterzienserklosters Michaelstein bei Blankenburg als Filial des Klosters Altenkampen beteiligt. Unterstützt wurde sie hierbei von den Blankenburg-Regensteiner Grafen. Zunächst genehmigte Beatrix im Jahr 1139 durch den Grafen Burchard von Blankenburg die Schenkung größerer Ländereien am Michaelstein an die „Volkmarsbruderschaft“. 1152 bestätigte auf ihr Betreiben hin Papst Eugen III. die Umwandlung der Quedlinburger Wipertikirche in ein Kloster der Prämonstratenser. Es gibt einen Brakteat, auf dem sie abgebildet ist, sitzend mit Lilienapfel und segnender Hand zwischen zwei Nonnen auf einer Mauer. 1147 übertrug sie diese Besitzungen mit Genehmigung von Papst Innozenz II. und Bischof Rudolf I. von Halberstadt und stiftete einen anfänglich von Brüdern aus Altenkampen besiedelten Zisterzienserkonvent. In den 1160er Jahren siedelte der Konvent nach Evergodesrode über und gründete dort das Kloster (Neu-)Michaelstein.